# Komenda Wojewódzka Policji w Rzeszowie
Komenda Wojewódzka Policji w Rzeszowie – jednostka organizacyjna Policji obejmująca swoim zasięgiem terytorium województwa podkarpackiego podlegająca bezpośrednio Komendzie Głównej Policji. Szefem jednostki jest nadinsp. Andrzej Patrzałek.

## Struktura organizacyjna Komendy

### Komórki podległe I Zastępcy Komendanta Wojewódzkiego
- I zastępca Komendanta Wojewódzkiego – mł. insp. Piotr Stępka
  - Wydział Zaopatrzenia,
  - Wydział Inwestycji i Remontów,
  - Wydział Transportu,
  - Wydział Łączności i Informatyki,
  - Sekcja Zamówień Publicznych

### Komórki podległe Zastępcy Komendanta Wojewódzkiego
- zastępca Komendanta Wojewódzkiego – insp. Jacek Juwa
  - Wydział Prewencji,
  - Sztab Policji,
  - Wydział Ruchu Drogowego,
  - Wydział Konwojowy,
  - Wydział Postępowań Administracyjnych,
  - Oddział Prewencji Policji w Rzeszowie,
  - Samodzielny Pododdział Kontrterrorystyczny Policji w Rzeszowie

- zastępca Komendanta Wojewódzkiego – insp. Małgorzata Fąfara
  - Wydział Kryminalny,
  - Wydział Dochodzeniowo-Śledczy,
  - Wydział Techniki Operacyjnej,
  - Wydział Wywiadu Kryminalnego,
  - Laboratorium Kryminalistyczne,
  - Wydział do walki z Korupcją,
  - Wydział do walki z Przestępczością Gospodarczą,
  - Wydział do walki z Przestępczością Narkotykową,

## Podległe jednostki terenowe
Komendzie Wojewódzkiej Policji podlegają Komendy Miejskie i Powiatowe:

- KPP Brzozów
- KPP Dębica
- KPP Jarosław
- KPP Jasło
- KPP Kolbuszowa
- KMP Krosno
- KPP Lesko
- KPP Leżajsk
- KPP Lubaczów
- KPP Łańcut
- KPP Mielec
- KPP Nisko
- KMP Przemyśl
- KPP Przeworsk
- KPP Ropczyce
- KMP Rzeszów
- KPP Sanok
- KPP Stalowa Wola
- KPP Strzyżów
- KMP Tarnobrzeg
- KPP Ustrzyki Dolne